# Dypsis decaryi
Dypsis decaryi (basioniem: Neodypsis decaryi) is de botanische naam van een plant uit de palmenfamilie (Arecaceae), die endemisch is in Madagaskar.
Sommige exemplaren groeien in het wild tot een hoogte van circa 15 meter maar omdat de plant echter relatief nieuw voor de teelt is zal hij buiten zijn inheemse habitat nooit zo groot worden. De bladeren zijn ongeveer 2,5 meter lang en groeien bijna rechtop vanuit de stam en geven een overkoepelend bladerdek van ongeveer twee meter in doorsnede. De bladbasissen groeien in drie verticale kolommen op ongeveer 120 graden ten opzichte van elkaar zodat een driehoekige vorm bekomen wordt, vandaar de benaming driehoekspalm. De palm produceert gele en groene bloemen die later zwarte ronde vruchten met een diameter van circa 25 mm opleveren.
Er bestaan nog een duizendtal exemplaren in hun inheemse habitat op de westelijke hellingen van het nationaal park Andohahela, in het zuidelijkste punt van Madagaskar. De plant staat op de Rode Lijst van de IUCN als zijnde "kwetsbaar" (VU) omdat de zaden van de plant worden verzameld en verkocht in de internationale tuinbouwhandel en de bladeren worden geoogst en gebruikt als dakbedekking.